# Laurens Sweeck
Laurens Sweeck (17 december 1993) is een Belgische veldrijder. Sweeck is de kleinzoon van oud-wielrenner Alfons Sweeck. Zijn tweelingbroer Diether, en oudere broer Hendrik zijn ook veldrijders. In 2020 werd hij Belgisch kampioen veldrijden.

## Biografie
Als jeugdrenner liet hij zich zowel in het veldrijden als in het mountainbiken opvallen. Zo won hij in 2007-2008, zijn eerste seizoen bij de nieuwelingen, onder andere de crossen van Zonhoven en Baal. Op het BK begin 2008 moest hij in Hofstade enkel Bart De Vocht voor zich dulden. In het daaropvolgende zomerseizoen werd Sweeck tijdens het BK mountainbiken weer tweede achter diezelfde De Vocht. In het veldritseizoen 2008-2009 wist hij op het BK wel zijn eerste nationale titel te veroveren. Hij klopte zijn broer Diether met 18 seconden, Jens Vandekinderen werd derde op 30 seconden. 
Het seizoen 2009-2010 betekende voor Laurens Sweeck de overstap naar de junioren. Op zijn eerste EK eind 2009 maakte hij indruk door zilver te pakken, enkel de Fransman Emilien Viennet was die dag sterker. Een seizoen later volgde in Antwerpen zijn tweede Belgische titel, dit nadat hij een jaar eerder nog tweede was geworden achter Tim Merlier. 
Bij aanvang van het veldritjaar 2011-2012 maakte Sweeck de overstap naar de beloften. In zijn eerste jaar als belofte won hij enkel de wedstrijd in Hoogstraten. In het daaropvolgende seizoen verraste hij door zich op het zanderige parcours in Mol tot Belgisch kampioen te kronen. Dit deed hij door Gianni Vermeersch en Wout van Aert achter zich te laten. Als Belgisch kampioen reed hij een constant seizoen 2013-2014, zonder echte uitschieters. Wel won hij begin 2014 voor zijn nieuwe ploeg Corendon-Kwadro zijn eerste UCI-wedstrijd bij de elite, in het Luxemburgse Leudelange. 2014-2015 was zijn laatste seizoen als belofte. Op het EK in Duitsland kroonde hij zich tot vice-Europees kampioen, achter Wout van Aert. Op het BK won hij zijn vierde jeugdtitel, wat hem samen met Michael Vanthourenhout topfavoriet maakte voor het WK. Op dat WK zou hij uiteindelijk als tweede eindigen achter Vanthourenhout.
Begin 2016 eindigde Sweeck tweede op het BK, op 23 seconden van Wout van Aert. Een maand later won hij in Sint-Niklaas zijn eerste klassementscross. In 2017 behaalde hij brons op het BK, een jaar later opnieuw zilver. Eind 2018 werd Sweeck derde op het EK in Rosmalen. In 2020 won hij de cross in Middelkerke en het eindklassement in de Superprestige. Een jaar later won hij wederom de Noordzeecross in Middelkerke.

## Palmares

### Wegwielrennen
2015
5e etappe Ronde van Namen
2016
Proloog en 3e etappe Triptyque Ardennais
4e etappe Ronde van Namen (ITT
Eindklassement Ronde van Namen
2017
3e etappe Triptyque Ardennais
Grote Prijs Jean-Pierre Monseré
4e, 5e (ITT) en 6e etappe Ronde van Namen
2023
2e etappe Tour du Pays de Montbéliard
2024
SD Worx BW Classic

### Veldrijden
Overwinningen
| Seizoen   | Wereldbeker                                | Superprestige               | Trofee          | WK  | EK  | BK  | Overige                              | Totaal aantal zeges |
| --------- | ------------------------------------------ | --------------------------- | --------------- | --- | --- | --- | ------------------------------------ | ------------------- |
| 2013-2014 |                                            |                             |                 | NVT | NVT | NVT | Leudelange                           | 1                   |
| 2014-2015 |                                            |                             |                 | NVT | NVT | NVT |                                      | 0                   |
| 2015-2016 |                                            |                             | Sint-Niklaas    | 7e  | 7e  | ↑   | Baden                                | 2                   |
| 2016-2017 |                                            |                             |                 | 6e  | 14e | ↑   | Neerpelt, Hasselt                    | 2                   |
| 2017-2018 |                                            |                             |                 | 8e  | 8e  | ↑   | Iowa, Las Vegas, Neerpelt, Maldegem  | 4                   |
| 2018-2019 |                                            |                             |                 | 5e  | ↑   | 14e | Neerpelt, Essen                      | 2                   |
| 2019-2020 |                                            | Middelkerke, Eindklassement |                 | 5e  | ↑   | ↑   | Eeklo, Neerpelt, Oostmalle           | 5                   |
| 2020-2021 |                                            | Niel, Middelkerke           | Lille           | 5e  | 4e  | 4e  | Leuven, Oostmalle                    | 5                   |
| 2021-2022 |                                            |                             | Hamme           | 8e  | 5e  | ↑   | Ardooie, Leuven, Maldegem, Oostmalle | 5                   |
| 2022-2023 | Maasmechelen, Hilvarenbeek, Eindklassement | Niel, Merksplas             | Lille           | 8e  | ↑   | ↑   | Otegem, Sint-Niklaas, Oostmalle      | 8                   |
| 2023-2024 |                                            |                             |                 | 14e | 7e  | -   |                                      | 0                   |
| 2024-2025 |                                            | Niel, Merksplas, Diegem     | Koksijde, Lille | 10e | 9e  | ↑   | Essen, Maldegem                      | 7                   |
| Totaal    | 2 (1 x eindklassement)                     | 8 (1x eindklassement)       | 6               | 0   | 0   | 1   | 24                                   | 40                  |

- Wereldkampioenschap gemengde estafette 2023

Resultatentabel
| Seizoen   | Aantal zeges      | Regenboogtrui | Europese kampioenentrui | Belgische kampioenstrui | WB | SP  | X²O | UCI  |
| --------- | ----------------- | ------------- | ----------------------- | ----------------------- | -- | --- | --- | ---- |
| 2015–2016 | 2 overwinning(en) | 7e            | 7e                      | ↑                       | 6e | 7e  | 5e  | 7e   |
| 2016–2017 | 2 overwinning(en) | 6e            | 14e                     | ↑                       | 5e | ↑   | 7e  | 4e   |
| 2017–2018 | 4 overwinning(en) | 8e            | 8e                      | ↑                       | 5e | ↑   | 4e  | 4e   |
| 2018–2019 | 2 overwinning(en) | 5e            | ↑                       | 14e                     | 7e | 13e | 4e  | 6e   |
| 2019–2020 | 5 overwinning(en) | 5e            | ↑                       | ↑                       | 4e | ↑   | 10e | 4e   |
| 2020–2021 | 5 overwinning(en) | 5e            | 4e                      | 4e                      | 9e | 4e  | 6e  | 5e   |
| 2021–2022 | 5 overwinning(en) | 8e            | 5e                      | ↑                       | 6e | 5e  | 6e  | 6e   |
| 2022–2023 | 8 overwinning(en) | 8e            | ↑                       | ↑                       | ↑  | 4e  | 12e | Goud |
| 2023–2024 | 0 overwinning(en) | 14e           | 7e                      | -                       |    |     |     |      |
| 2024–2025 | 7 overwinning(en) | 10e           | 9e                      | ↑                       |    |     |     |      |
| Totaal    | 40 overwinningen  | 0             | 0                       | 1                       | 1  | 1   | 0   | 1    |

### Jeugd
Belgisch kampioen veldrijden: 2009 (nieuwelingen), 2011 (junioren), 2013 en 2015 (beloften)
Wereldbeker: 2010-2011 (junioren)
Superprestige: 2010-2011 (junioren)
Trofee veldrijden: 2014-2015 (beloften)
Bosmans · Cant · Kielich · Merlier · Smets · Sweeck · Van Tichelt · Wouters